# Europawahl in der Slowakei 2019
- Smer: 3
- PS: 4
- KDH: 2
- OĽaNO: 1
- SaS: 2
- ĽSNS: 2

Die Europawahl in der Slowakei 2019 fand am 25. Mai 2019 als Teil der Europawahl 2019 statt.
In der Slowakei wurden zunächst 13 Mandate im Europäischen Parlament vergeben, gewählt wurden aber 14 Abgeordnete. Ein Mandatsträger aus der Slowakei wird nach dem erfolgten EU-Austritt des Vereinigten Königreichs ins Europaparlament einziehen.
Die Sperrklausel für Parteien und Listen betrug 5 %.

## Parteien
31 Parteien haben beim slowakischen Innenministerium ihre Kandidatur angemeldet. Davon waren folgende Parteien im Nationalrat der Slowakischen Republik oder (vor 2019) im Europäischen Parlament vertreten:
| Partei                                                         | Europapartei | Sitze EP | Fraktion | Sitze NR |
| -------------------------------------------------------------- | ------------ | -------- | -------- | -------- |
| SMER – sociálna demokracia                                     | SPE          | 4        | S&D      | 48       |
| Sloboda a Solidarita (SaS)                                     | AKRE         | 1        | EKR      | 20       |
| Obyčajní ľudia a nezávislé osobnosti (OĽaNO)                   | –            | 1        | EKR      | 16       |
| Slovenská národná strana (SNS)                                 | –            | –        | –        | 15       |
| Most–Híd                                                       | EVP          | 1        | EVP      | 13       |
| Kotleba – Ľudová strana Naše Slovensko (ĽSNS)                  | APF          | –        | –        | 13       |
| Sme Rodina – Boris Kollár (SR)                                 | MENL         | –        | –        | 8        |
| Progresívne Slovensko und SPOLU - občianska demokracia (SPOLU) | ALDE/–       | –        | –        | 1+6      |
| Kresťanskodemokratické hnutie (KDH)                            | EVP          | 2        | EVP      | –        |
| Magyar Közösség Pártja (SMK-MKP)                               | EVP          | 1        | EVP      | –        |
| Kresťanská únia                                                | *            | 2        | EVP/EKR  | –        |

## Umfragen
| Datum      | Institut | SMER | SaS  | OĽaNO | ĽSNS | SR   | Most | KDH | PS   | Doprava | Sonstige |
| ---------- | -------- | ---- | ---- | ----- | ---- | ---- | ---- | --- | ---- | ------- | -------- |
| 08.05.2019 | Phoenix  | 22,5 | 14,3 | 13,9  | 13,8 | 12,3 | 5,0  | 9,9 | 11,8 | 5,2     | 3,1      |
| 15.03.2019 | Focus    | 21,6 | 11,3 | 11,0  | 12,9 | 9,2  | 4,0  | 8,9 | 8,1  | -       | 13,0     |

## Ergebnis
| Listen                   | Listen                                                                     | Stimmen   | %    | +/-   | Mandate | +/-     |
| ------------------------ | -------------------------------------------------------------------------- | --------- | ---- | ----- | ------- | ------- |
|                          | Koalícia Progresívne Slovensko a SPOLU - občianska demokracia (PS – SPOLU) | 198.255   | 20,1 | Neu   | 4       | Neu     |
|                          | SMER – sociálna demokracia (SMER)                                          | 154.996   | 15,7 | −8,4  | 3       | −1      |
|                          | Kotleba – Ľudová strana Naše Slovensko (ĽSNS)                              | 118.995   | 12,1 | +10,3 | 2       | +2      |
|                          | Kresťanskodemokratické hnutie (KDH)                                        | 95.588    | 9,7  | −3,5  | 1 (+1)  | –1 (±0) |
|                          | Sloboda a Solidarita (SaS)                                                 | 94.839    | 9,6  | +3,0  | 2       | +1      |
|                          | Obyčajní ľudia a nezávislé osobnosti (OĽaNO)                               | 51.834    | 5,3  | −2,4  | 1       | ±0      |
|                          | Magyar Közösség Pártja (SMK-MKP)                                           | 48.929    | 5,0  | −1,6  | –       | −1      |
|                          | Slovenská národná strana (SNS)                                             | 40.330    | 4,1  | +0,5  | –       | –       |
|                          | Kresťanská únia (KU)                                                       | 37.974    | 3,9  | Neu   | –       | Neu     |
|                          | Sme Rodina – Boris Kollár (SR)                                             | 31.840    | 3,2  | Neu   | –       | Neu     |
|                          | Most–Híd                                                                   | 25.562    | 2,6  | −3,2  | –       | −1      |
|                          | Kresťanská demokracia – Život a prosperita (KDŽP)                          | 20.374    | 2,1  | Neu   | –       | Neu     |
|                          | Korektura – Andrej Hryc                                                    | 8.460     | 0,9  | Neu   | –       | Neu     |
|                          | Strana zelených Slovenska                                                  | 7.845     | 0,8  | Neu   | –       | Neu     |
|                          | Národná koalícia 1                                                         | 7.145     | 0,7  | –0,8  | –       | –       |
|                          | Komunistická strana Slovenska – VZDOR 2                                    | 6.199     | 0,6  | –1,2  | –       | –       |
|                          | Doma Dobre                                                                 | 6.124     | 0,6  | Neu   | –       | Neu     |
|                          | Demokratická strana                                                        | 5.092     | 0,5  | Neu   | –       | Neu     |
|                          | Sonstige < 0,5 %                                                           | 25.299    | 2,6  | –     | –       | –       |
| Gesamt                   | Gesamt                                                                     | 985.680   | 100  |       | 13 (+1) | – (+1)  |
|                          |                                                                            |           |      |       |         |         |
| Ungültige Stimmen        | Ungültige Stimmen                                                          | 20.671    | 2,1  | –0,7  |         |         |
| Wähler                   | Wähler                                                                     | 1.006.351 | 22,7 | +9,7  |         |         |
| Wahlberechtigte          | Wahlberechtigte                                                            | 4.429.801 |      |       |         |         |
|                          |                                                                            |           |      |       |         |         |
| Quelle: Volby Statistics |                                                                            |           |      |       |         |         |

Sitze in Klammern werden erst nach dem Brexit vergeben.
Weiterhin traten folgende Parteien an:
- Doprava
- Starostovia a Nezavisli Kandidati
- Slovenská ľudová strana Andreja Hlinku
- Strana práce
- Maďarská kresťanskodemokratická aliancia – Magyar Kereszténydemokrata Szövetség
- Priama demokracia
- Hlas Ľudu
- NAJ – Nezávislosť a Jednota
- Európska demokratická strana
- Strana tolerancie a spolunažívania
- Slovenská národná jednota – strana vlastencov
- Slovenská konzervatívna strana
- Strana rómskej koalície – SRK

## Fraktionen im Europäischen Parlament

### Nach Parteien
| Liste/Partei                   | Liste/Partei                           | Liste/Partei                           | Liste/Partei                           | Mandate | Fraktion |
| ------------------------------ | -------------------------------------- | -------------------------------------- | -------------------------------------- | ------- | -------- |
|                                | Koalícia PS – SPOLU                    |                                        | Progresívne Slovensko                  | 2 / 13  | RE       |
|                                | Koalícia PS – SPOLU                    | SPOLU - občianska demokracia           | 2 / 13                                 | EVP     |          |
|                                | SMER – sociálna demokracia             | SMER – sociálna demokracia             | SMER – sociálna demokracia             | 3 / 13  | S&D      |
|                                | Kotleba – Ľudová strana Naše Slovensko | Kotleba – Ľudová strana Naše Slovensko | Kotleba – Ľudová strana Naše Slovensko | 2 / 13  | NE       |
|                                | Kresťanskodemokratické hnutie          | Kresťanskodemokratické hnutie          | Kresťanskodemokratické hnutie          | 1 / 13  | EVP      |
|                                | Sloboda a Solidarita                   | Sloboda a Solidarita                   | Sloboda a Solidarita                   | 2 / 13  | EKR      |
|                                | Obyčajní ľudia a nezávislé osobnosti   | Obyčajní ľudia a nezávislé osobnosti   | Obyčajní ľudia a nezávislé osobnosti   | 1 / 13  | EVP      |
|                                |                                        |                                        |                                        |         |          |
| Quelle: Europäisches Parlament |                                        |                                        |                                        |         |          |

### Nach Fraktionen
| Partei | Partei                                                     | Sitze   | Sitze   | Sitze             |
| Partei | Partei                                                     | Anzahl  | +/−     | %                 |
| ------ | ---------------------------------------------------------- | ------- | ------- | ----------------- |
|        | Europäische Volkspartei (EVP)                              | 4 (+1)  | −2 (−1) | 30,77 % (35,71 %) |
|        | Progressiven Allianz der Sozialdemokraten (S&D)            | 3       | –1      | 23,08 % (21,43 %) |
|        | Europäische Konservative und Reformer (EKR)                | 2       | +1      | 15,38 % (14,28 %) |
|        | Renew Europe (RE)                                          | 2       | +1      | 15,38 % (14,28 %) |
|        | Identität und Demokratie (ID)                              | 0       | Neu     | —                 |
|        | Die Grünen/Europäische Freie Allianz (Grüne/EFA)           | 0       | ±0      | —                 |
|        | Vereinte Europäische Linke/Nordische Grüne Linke (GUE/NGL) | 0       | ±0      | —                 |
|        | fraktionslos                                               | 2       | +1      | 15,38 % (14,28 %) |
| Gesamt | Gesamt                                                     | 13 (+1) | — (+1)  | 100,0             |